# Corbula luteola
Corbula luteola är en musselart som beskrevs av Carpenter 1864. Corbula luteola ingår i släktet Corbula och familjen korgmusslor. Inga underarter finns listade i Catalogue of Life.